# ملعب ترابي

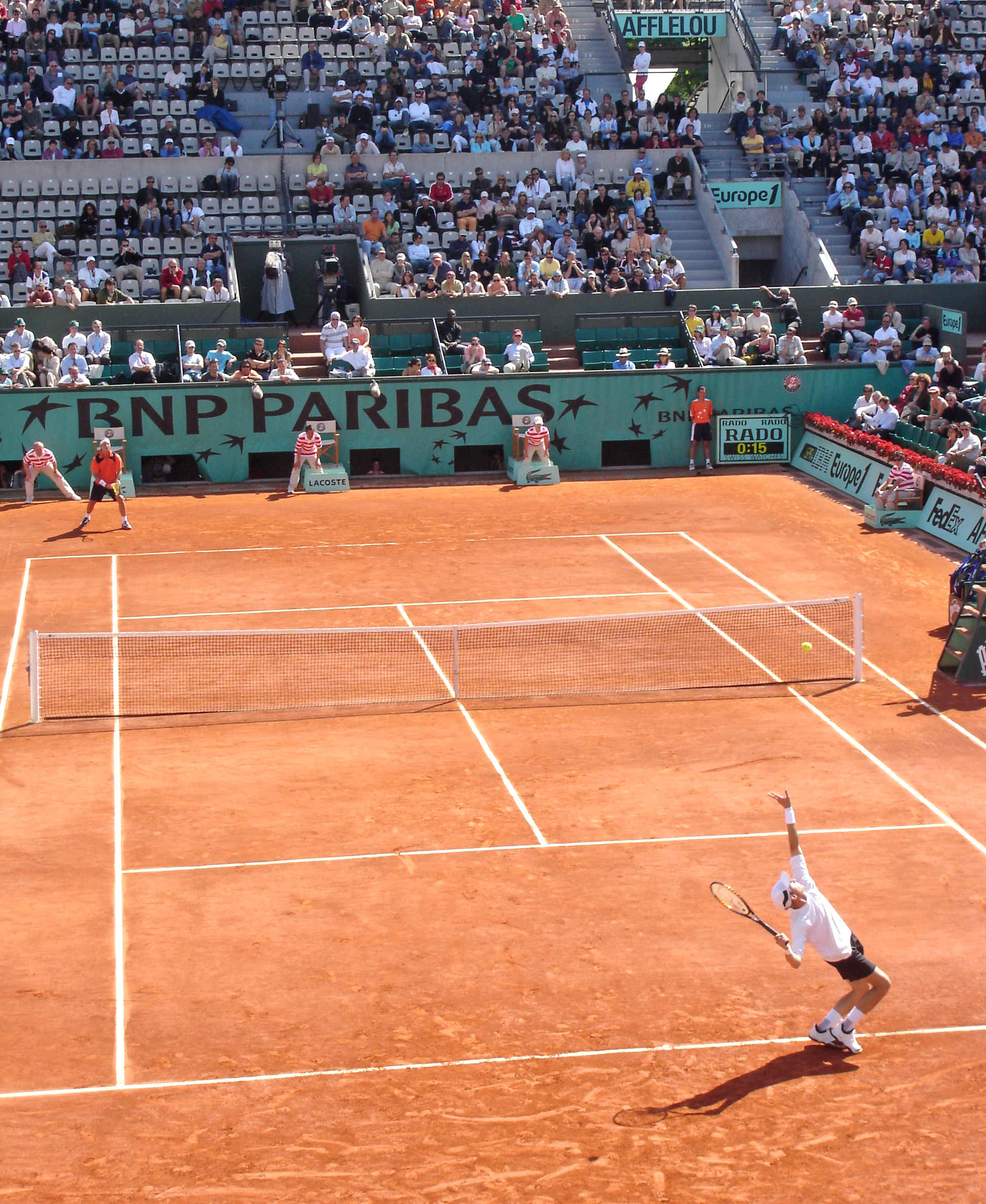
ملعب ترابي.

الملعب الترابي هو أحد أنواع الأراضي في التنس الأرضي مثل الصلبة والعشبية والمفروشة، وتعتبر دورة رولان جاروس الدولية أهم بطولات التنس على التراب وتأتي بعدها بطولات الماسترز مثل مونتي كارلو وروما ومدريد ويذكر أن رفائيل نادال هو أفضل لاعبي العالم على التراب حاليًا، حتّى أنّه يلقب ب«ملك الملاعب الترابية».